# Dajana Kiriłłowa
Dajana Kiriłłowa, ros. Дая́на Кири́ллова (ur. 16 kwietnia 2002 w Kazaniu) – rosyjska piosenkarka dziecięca, wielokrotna laureatka Rosyjskich i Międzynarodowych Konkursów Piosenek. Reprezentantka Rosji podczas Międzynarodowego Festiwalu Sztuk „Słowiański Bazar” w Witebsku (dziecięcy konkurs) oraz 11. Konkursu Piosenki Eurowizji Junior w Kijowie.

## Życiorys
Urodziła się 16 kwietnia 2002 roku w Kazaniu w Rosji i mieszka dalej ze swoimi rodzicami. Otrzymała nietypowe imię, ponieważ jej rodzice myśleli, że będzie to chłopiec i że wybiorą mu imię dla chłopca – Danił.
W wieku czterech lat Kiriłłowa została zabrana przez swoją babcię na przesłuchanie w pobliskim domu kultury. Podczas przesłuchania nauczyciele stwierdzili, że nie ma słuchu ani głosu, mimo to pozwolili jej uczestniczyć w zajęciach muzycznych. Przez ponad sześć lat uczęszczała do klasy wokalnej Eleonory Kałasznikowej. W wieku czterech lat wystąpiła po raz pierwszy na scenie.
Wykonuje piosenki solowe, a także jest członkinią wokalnego trio o nazwie Barbie Cocktail. Od 2012 roku uczęszcza do studia tańca należącego do sieci Todes.

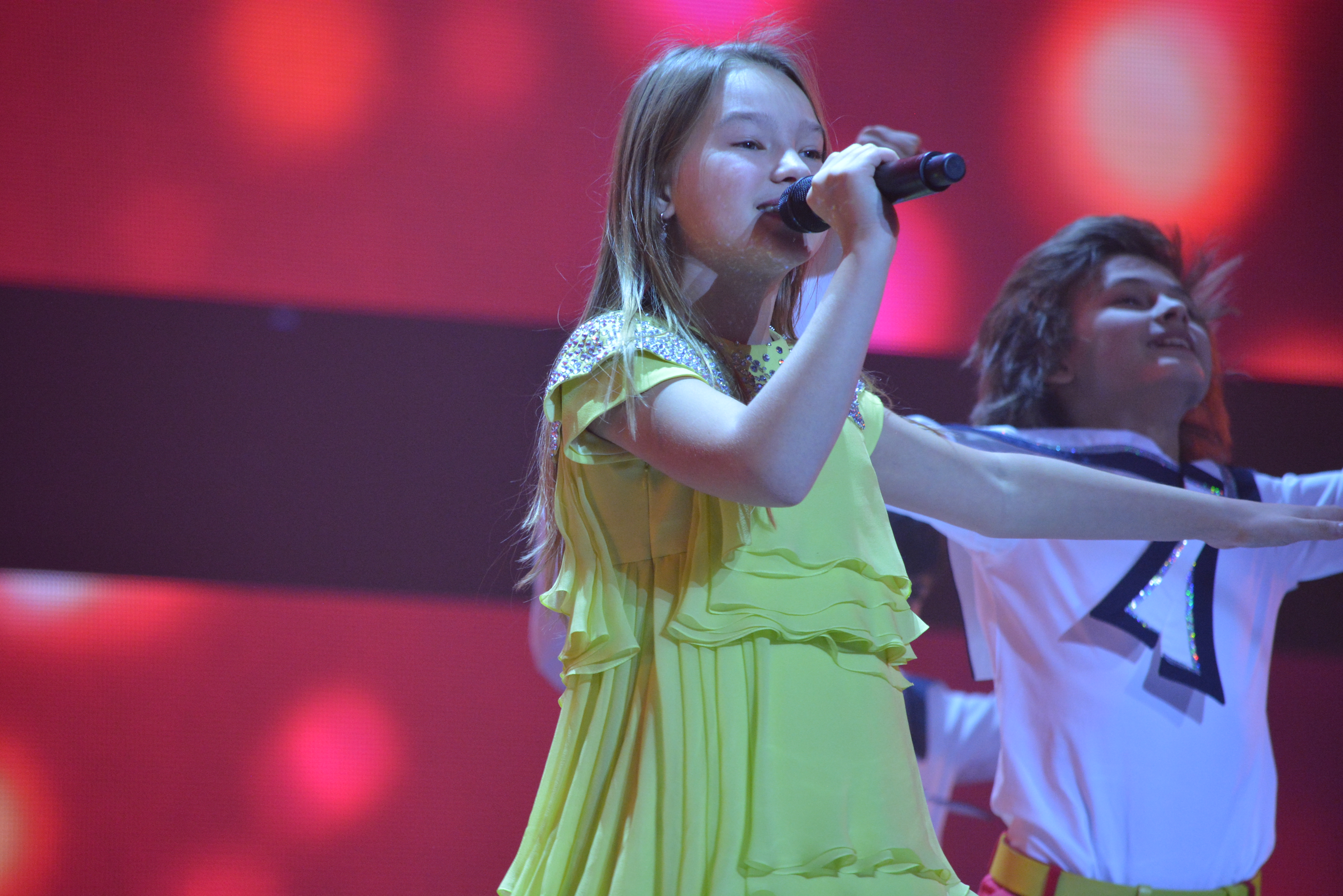
Dajana Kiriłłowa podczas próby generalnej w Konkursie Piosenki Eurowizji Dla Dzieci w 2013 roku

W 2012 roku zajęła drugie miejsce podczas rosyjskich eliminacji do 10. Konkursu Piosenki Eurowizji w Amsterdamie w Holandii; do pierwszego miejsca zabrakło jej dwóch punktów. W następnym roku została wybrana na reprezentantkę Rosji podczas 11. Konkursu Piosenki Eurowizji z utworem „Miecztaj”. Zdobyła 106 punktów i uplasowała się na czwartym miejscu.
W 2012 roku wystąpiła także na Międzynarodowym Festiwalu Sztuk „Słowiański Bazar” w Witebsku, gdzie zabrakło jej jednego punktu do przejścia do etapu finałowego. W 2013 roku została ponownie wybrana na reprezentantkę Rosji w konkursie dla dzieci podczas „Słowiańskiego Bazaru”. W tej edycji festiwalu zajęła trzecie miejsce wspólnie z Hałyną Dubok z Ukrainy.